# Makoto Tezuka
Pour le père de Makoto Tezuka, voir Osamu Tezuka.
Makoto Tezuka (手塚 眞, Tezuka Makoto) ou Macoto Tezka, né le 11 août 1961 à Tokyo, est un réalisateur et producteur de cinéma japonais, fils du mangaka Osamu Tezuka.
Il dirige en partie le studio Tezuka Productions, dont l'une des occupations est d'adapter les œuvres de son père.

## Vie privée
Il est marié à la mangaka Reiko Okano depuis 1989.

## Œuvre sélective

### Films
- 1999 : Hakuchi, l’idiote (白痴, Hakuchi?)
- 1999 : Jikken eiga (実験映画?)
- 2004 : Black Kiss (ブラック・キス, Burakku kisu?)
- 2014 : La Légende de la forêt (森の伝説, Mori no densetsu?) (2e partie)
- 2019 : Tezuka's Barbara (ばるぼら, Barubora?)

### Anime
- Akuemon (en) (OAV) : réalisateur
- Blackjack : réalisateur
- Black Jack 21 (TV) : réalisateur
- Black Jack Special : The 4 Miracles of Life : réalisateur
- Black Jack: The Two Doctors Of Darkness : réalisateur
- Dr. Pinoko no Mori no Bouken : superviseur
- Pluto : superviseur

### Jeu vidéo
- Fin Fin on Teo the Magic Planet (en) (OAV) : directeur